# Kirche am Bielert

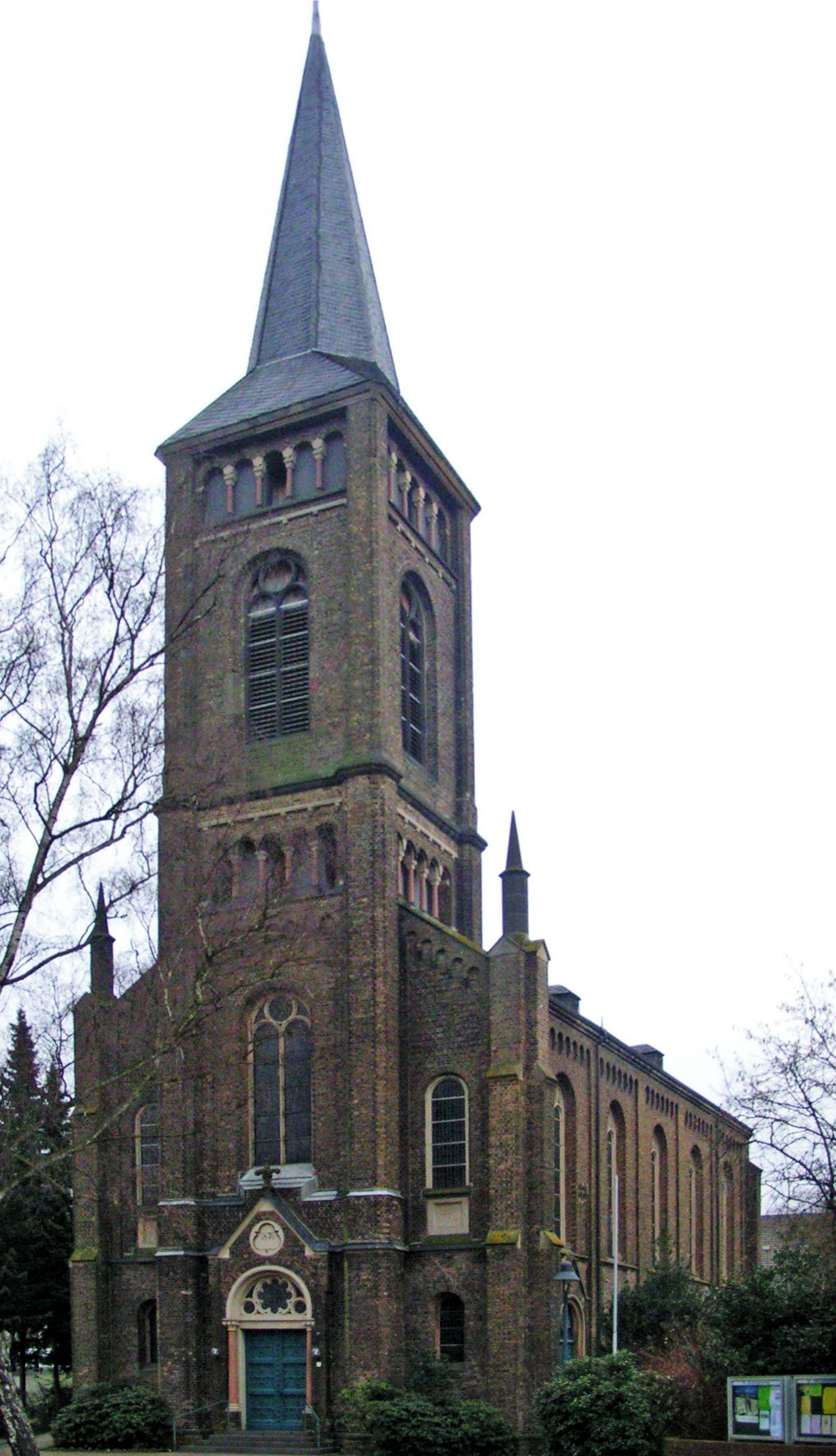
Kirche am Bielert

Die Kirche am Bielert ist ein evangelischer Sakralbau im Leverkusener Stadtteil Opladen. Sie ist eine von drei Gottesdienststätten der Kirchengemeinde Opladen im Kirchenkreis Leverkusen der Evangelischen Kirche im Rheinland.

## Geschichte
Die von dem Wiesbadener Architekten Eduard Zais entworfene Kirche wurde am 6. September 1876 eingeweiht. Zuvor stand der Gemeinde seit ihrer Gründung 1864 nur ein Betsaal in einer Schule zur Verfügung.

## Kirchenmusik
Von 1975 bis 1983 war Klaus Germann Kirchenmusiker an der Kirche. Sein Nachfolger war Christoph Schoener (1984–1998). Gegenwärtiger Kirchenmusiker ist KMD Michael Porr.

## Orgel
1973 wurde von der Orgelbauwerkstatt Weyland eine dreimanualige Orgel eingebaut.
Die Disposition von 1973, die auf zwei Langspielplatten dokumentiert wurde:
| I Hauptwerk C–g3 |              |
| Prinzipal        | 08′          |
| Rohrflöte        | 08′          |
| Oktave           | 04′          |
| Koppelflöte      | 04′          |
| Oktave           | 02′          |
| Sesquialtera     | 2 ⁄3’ 1 3⁄5’ |
| Mixtur IV–V      |              |
| Trompete         | 08′          |

| II Schwellwerk C–g3 |             |
| Holzflöte           | 08′         |
| Gambe               | 08′         |
| Prinzipal           | 0 4′        |
| Spillpfeife         | 0 4′        |
| Nasard              | 2 ⁄3’       |
| Nachthorn           | 0 2′        |
| Terznone            | 1 3⁄5’ 8⁄9’ |
| Scharf IV           |             |
| Fagott              | 16′         |
| Cromorne            | 08′         |
| Tremulant           |             |

| III Oberwerk C–g3 |     |
| Holzgedackt       | 08′ |
| Blockflöte        | 04′ |
| Kleinprinzipal    | 02′ |
| Sifflet           | 01′ |
| Cymbel III        |     |
| Vox humana        | 08′ |
| Tremulant         |     |

| Pedal C–f1     |     |
| Subbaß         | 16′ |
| Offenbaß       | 08′ |
| Gedeckt        | 08′ |
| Choralbaß      | 16′ |
| Rauschwerk III |     |
| Posaune        | 16′ |
| Trompete       | 08′ |

Das Instrument wurde 1986 von der Orgelbauwerkstatt Klais überarbeitet.